# Boz Scaggs
Boz Scaggs, właśc. William Royce Scaggs (ur. 8 czerwca 1944 w Cantonie) – amerykański piosenkarz, gitarzysta, kompozytor i autor tekstów. Sławę przyniósł mu wydany w połowie lat siedemdziesiątych album Silk Degrees (1976), zawierający kilka popularnych przebojów jak "Lido Shuffle", "What Can I Say" (kompozycja wspólna z Davidem Paichem z zespołu Toto), "Lowdown" i balladę "We're All Alone", spopularyzowaną później przez Ritę Coolidge.
W początkach swojej kariery występował jako gitarzysta w zespole Steve Miller Band.

## Dyskografia

### Albumy
- 1965 – Boz
- 1969 – Boz Scaggs
- 1971 – Moments
- 1971 – Boz Scaggs & Band
- 1972 – My Time
- 1974 – Slow Dancer
- 1976 – Silk Degrees
- 1977 – Down Two Then Left
- 1980 – Middle Man
- 1980 – Hits!
- 1988 – Other Roads
- 1994 – Some Change
- 1997 – Come On Home
- 1997 – My Time: A Boz Scaggs Anthology
- 1999 – Fade Into Light
- 2001 – Dig
- 2001 – The Lost Concert (live)
- 2003 – But Beautiful
- 2004 – Greatest Hits Live DVD/CD
- 2008 – Speak Low
- 2013 – Memphis
- 2015 – A Fool to Care
- 2018 – Out of the Blues